# Olle Hägg
Olle Hägg är en svensk journalist som i cirka 30 år arbetade som programledare och reporter på Godmorgon, världen!, Sveriges Radio.

## Arbetsliv
Innan Hägg började på Sveriges Radio P1 arbetade han på P4 Östergötland. Han har även varit redaktör för P1-programmen Kanalen, Studio Ett och P1-morgon. Hägg har sommarvikarierat som SR:s korrespondent i London och Bangkok.
Sedan början av 1990-talet var han programledare och reporter på Godmorgon, världen!. Han har varit programledare för Filosofiska rummet och Människan som tidsmaskin samt reporter för Tiden är ingenting!.
Han fyllde 65 år i december 2018 och gick då i pension från sitt arbete på Sveriges Radio.

## Utmärkelser
2010 fick Olle Hägg motta Jarl Alfredius-stipendiet, instiftat året innan av SVT och Sveriges Radio.